# Jeroen van Veen
Jeroen van Veen (* 26. října 1974) je nizozemský hudebník, basista skupiny Within Temptation. V kapele hraje od roku 1996.